# Kajtanje z rolko
Zmajarstvo z rolko lahko tudi rolkanje s zmajem (angleško Kite skating ali Kiteblading) je vetrni šport, pri katerem se z zmajem "lovi" veter. Rolke imajo večja kolesa kot pri običajnem rolkah, za slabe terene se uporablja pnevmatike s premerom 20-30 cm. Zmaja se lahko po parkiriščih, cestah, suhih jezerih, sipinah in po terenu. V močnih vetrovih se doseže hitrost tudi do 100 km/h.
Precej podoben šport je zmajarstvo z vozičkom, le da se namesto rolke uporablja voziček (buggy). Vse pa je del Kopnega zmajanja (angleško 